# Obalni Kordiljeri
Obalni Kordiljeri (špa. Cordillera de la Costa) su oko 50 km široko gorje u Čileu koje se proteže od sjevera prema jugu duž pacifičke obale Južne Amerike paralelno s Andama. Nalaze se između grada Morro de Arica na sjeveru i poluotoka Taitao na jugu. Najveći vrh je Cerro Vicuña Mackenna visok 3.114 metara. Preko 2.000 metara u središnjem Čileu su još Altos de Cantillana (2.318 m), El Roble (2.222 m) i Vizcachas (2.108 m). Mnoge andske rijeke teku kroz Kordiljere ka Tihom oceanu.
Uglavnom su građeni od mezozojskih i paleozojskih stijena.